# Берзаљијера (Болоња)
Берзаљијера је насеље у Италији у округу Болоња, региону Емилија-Ромања.
Према процени из 2011. у насељу је живело 432 становника. Насеље се налази на надморској висини од 146 м.